# 6273 Kiruna
6273 Kiruna è un asteroide della fascia principale. Scoperto nel 1992, presenta un'orbita caratterizzata da un semiasse maggiore pari a 2,4788372 UA e da un'eccentricità di 0,2479731, inclinata di 1,67294° rispetto all'eclittica.